# Убедже
Убедже (пол. Ubiedrze) — село в Польщі, у гміні Боболиці Кошалінського повіту Західнопоморського воєводства.
Населення — 98 осіб (2011).

## Демографія
Демографічна структура станом на 31 березня 2011 року:
|          | Загалом | Допрацездатний вік | Працездатний вік | Постпрацездатний вік |
| -------- | ------- | ------------------ | ---------------- | -------------------- |
| Чоловіки | 47      | 5                  | 37               | 5                    |
| Жінки    | 51      | 7                  | 28               | 16                   |
| Разом    | 98      | 12                 | 65               | 21                   |